# Kościół Podwyższenia Krzyża Świętego w Piaskach
Kościół Podwyższenia Krzyża Świętego – rzymskokatolicki kościół parafialny należący do dekanatu Piaski archidiecezji lubelskiej.
Obecna świątynia została wzniesiona około 1720 roku. W 1745 roku została konsekrowana przez biskupa Michała Kunickiego. W tym okresie murowanymi częściami kościoła były tylko prezbiterium i zakrystia. Murowana nawa została wybudowana dopiero w 1836 roku, następnie została rozbudowana w 1866 roku. Podczas I wojny światowej budowla została uszkodzona, natomiast podczas II wojny światowej kościół został spalony. Został odbudowany w latach 1945-1948. Wówczas świątynia została znacznie przebudowana i pozbawiona cech stylowych (z dawnej świątyni pozostały częściowo mury prezbiterium i zakrystia). W 1966 roku świątynia została wymalowana (wykonano polichromię), w 1973 roku zostały wyremontowane fundamenty, natomiast w 1975 roku - dach. Budowla została konsekrowana w dniu 19 maja 1950 roku przez biskupa Piotra Kałwę.
Jest to budowla murowana, wzniesiona z kamienia i cegły, otynkowana, posiadająca trzy nawy (poprzednia świątynia była jednonawowa), przy prezbiterium znajduje się dwukondygnacyjna zakrystia, fasada jest ozdobiona 2 wieżami, wybudowanymi na planie kwadratu w latach 1945-1948. Wnętrze świątyni nakryte jest stropem łukowym, posadzka została wykonana z terakoty. W drewnianym ołtarzu głównym są umieszczone: krzyż i obraz Matki Bożej Częstochowskiej. Ołtarz boczny jest wykonany z marmuru i piaskowca. W ołtarzu tym jest umieszczony obraz Matki Bożej Nieustającej Pomocy. Na chórze muzycznym znajdują się organy o 20 głosach, wykonane w 1959 roku, przez firmę Krukowskich z Piotrkowa Trybunalskiego.